# Sumatra (Huhn)

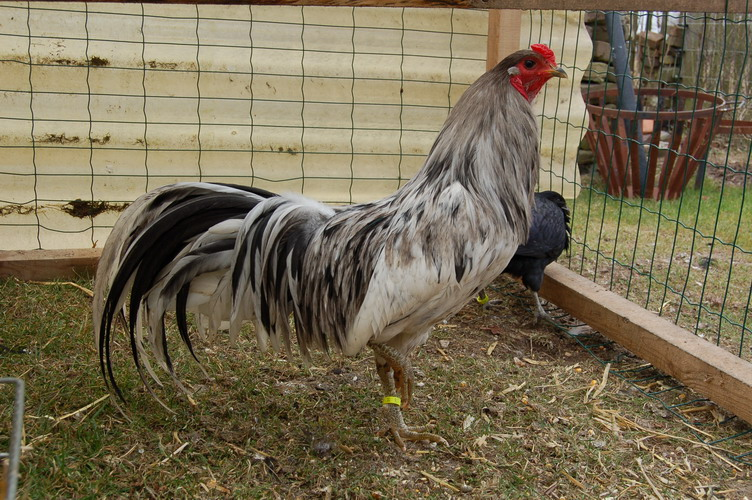
Sumatrahahn in einem vom Bund Deutscher Rassegeflügelzüchter nicht anerkannten Farbschlag

Das Sumatra ist eine sehr alte Hühnerrasse, die von den Sundainseln und Sumatra stammt. Die Ursprung der Rasse ist unklar, der lokalen Überlieferung nach soll es von verwilderten Ayam Kampongs abstammen, einer sehr ursprünglichen malaiischen Hühnerrasse, die frei laufend in den Dörfern gehalten wurde, die sich mit einer mittlerweile ausgestorbenen Art der Gattung Gallus paarten.
Die Rasse wurde 1847 erstmals in die Vereinigten Staaten gebracht, um mit den Hähnen Hahnenkämpfe zu veranstalten, und gelangte ein Jahrzehnt später auch nach Europa. Sie wird heute als Ausstellungsgeflügel gehalten und zählt zu den Kampfhuhnrassen.

## Merkmale
Das Sumatra ist ein schlankes, mittelgroßes und sehr federreiches Huhn, das in seiner Körperhaltung entfernt an Fasanen erinnert. Der Körper ist gestreckt und fast walzenförmig. Die Hähne weisen sehr lange und breite Schwanzfedern auf, die fast waagerecht getragen werden und die sich erst an ihrem hinteren Ende biegen. Sie sind dunkelrot bis schwärzlich.
Zu auffallenden Merkmalen dieser Rasse gehört die Farbe von Erbsenkamm, den kleinen Ohr- und Kehllappen sowie des fast nackten, nur mit feinen Haarfedern bedeckten Gesichtes. Sie sind dunkelrot bis schwärzlich. Die Beine sind dunkeloliv bis grünschwärzlich, die Sohle der Füße gelblich. Sumatrahähne sind häufig mehrspornig. Dies ist ein bei den meisten Hühnerrassen nicht auftretendes Merkmal.
Die Rasse wies ursprünglich ein schwarzes Federkleid mit einem sehr intensiven, flaschengrünen Schimmer auf. Mittlerweile sind mehrere Farbschläge gezüchtet wurden. Zu den vom deutschen Zuchtverband anerkannten Farbschlägen gehört auch schwarz-rot und wildfarbig. Sumatras legen weiße Eier, was ebenfalls zu den auffallenden Merkmalen dieser Rasse gehört, da die meisten asiatischen Hühnerrassen braune oder zumindest nichtweiße Eier legen.

## Haltung
Das Sumatra wird als eine sehr aktive Rasse beschrieben, die sehr viel Freilauf benötigt. Sie sollten daher entweder in sehr großräumigen Hühnerställen oder frei laufend gehalten werden. Werden sie frei laufend gehalten, baumen sie abends häufig auf anstatt in den Hühnerstall zurückzukehren. Sie bleiben selbst bei Frost gerne draußen. Sumatras wachsen nicht sehr schnell heran und erreichen auch ihre sexuelle Reife später als andere Landrassen. Auf Grund ihres sehr federreichen Gefieders haben sie auch mehr Bedarf an Protein als kommerziell angebotenes Hühnerfutter enthält.